# Jorge Wagner
Jorge Wagner Goés Conceição (* 17. November 1978 in Feira de Santana), besser bekannt als Jorge Wagner, ist ein ehemaliger brasilianischer Fußballspieler. Er beendete seine Spielerkarriere 2017.

## Vereinskarriere
Jorge Wagner stammt aus der Jugendabteilung des EC Bahia, wo er 1998 auch in die erste Mannschaft aufgenommen wurde. Zur Saison 2001 wechselte er zum Cruzeiro EC nach Belo Horizonte, mit dem er in beiden Jahren die Staatsmeisterschaft von Minas Gerais gewann. Nach diesen Erfolgen verließ der Brasilianer erstmals sein Heimatland, um bei Lokomotive Moskau anzuheuern, die kurz zuvor erstmals in der Vereinsgeschichte die russische Meisterschaft gewannen. Doch Jorge Wagner konnte sich nicht durchsetzen und wurde bereits nach einem halben Jahr an Corinthians São Paulo verliehen. Als Stammspieler kam er dort in der abgebrochenen Saison noch auf 18 Ligaeinsätze und konnte mit seinem Team am Saisonende die Staatsmeisterschaft von São Paulo gewinnen. Zurück in Moskau spielte er in der gesamten Saison 2004 insgesamt nur 6 Ligaspiele für Lokomotive und konnte somit nur selten etwas zum Gewinn der Meisterschaft beitragen.
Zur Saison 2005 verließ er Moskau und wechselte zum Internacional Porto Alegre, wo er abermals in seiner ersten Saison mit dem Verein die jeweilige Staatsmeisterschaft gewann. Ein halbes Jahr nach dem Gewinn dieses Titels ging Jorge Wagner nochmals nach Europa. Der spanische Erstligist Betis Sevilla hatte den Mittelfeldspieler für 2 Millionen Euro verpflichtet. Doch auch in Spanien konnte er sich nie wirklich durchsetzen und wurde deshalb, wie schon in Moskau, nach einem halben Jahr wieder nach Brasilien verliehen. Angekommen beim FC São Paulo wurde er sofort zum Stammspieler und war maßgeblich am Gewinn des Meistertitels beteiligt. Zur Saison 2008 kaufte ihn sein Leihverein São Paulo dann endgültig. Am Ende der Saison konnte der Mittelfeldspieler mit seiner Mannschaft die Meisterschaft erfolgreich verteidigen.
Zur Saison 2010 wechselte Wagner nach Japan zu Kashiwa Reysol. Mit dem Klub konnte er diverse nationale Titelerfolge feiern. Zur Saison 2014 kehrte er nach Brasilien zurück, wo er beim Botafogo FR einen Einjahresvertrag zeichnete. Im Juli des Jahres beendete Wagner seinen Vertrag mit Botafogo vorzeitig. Er ging wieder nach Japan, wo er bei Kashima Antlers einen Kontrakt über ein Jahr unterschrieb. Als einer der Gründe für den Abschied bei Botafogo wurde die finanzielle Situation des Klubs benannt, welche auch Auswirkungen auf die Gehaltszahlungen des Klubs hatten. Bei Antlers blieb Wagner nur bis zum Ende der J.League Division 1 2014 im Dezember des Jahres.
Wagner kehrte nach Brasilien zurück. Hier hatte sich der EC Vitória erfolgreich um einen vorzeitigen, ablösefreien Wechsel bemüht. Der Kontrakt erhielt eine Laufzeit bis Ende des Jahres. In der Série B 2015 konnte der Klub im Dezember den dritten Platz belegen und den Aufstieg in die Série A 2016 feiern. Hierbei bestritt Wagner 21 Spiele (kein Tor). Er erhielt aber keinen neuen Kontrakt bei Vitória und verließ den Klub.
Nachdem Wagner 2016 nicht mehr aktiv war, unterzeichnete er für die Austragung der Staatsmeisterschaft von Bahia 2017 bei Fluminense de Feira FC. Danach beendete er seine aktive Laufbahn.

## Erfolge
Cruzeiro
- Copa Sul-Minas: 2001, 2002
- Staatsmeisterschaft von Minas Gerais: 2001, 2002

Corinthians
- Staatsmeisterschaft von São Paulo: 2003

Lok Moskau
- Russischer Meister: 2004

Internacional
- Staatsmeisterschaft von Rio Grande do Sul: 2005
- Copa Libertadores: 2006

São Paulo
- Brasilianischer Meister: 2007, 2008

Kashiwa Reysol
- Japanischer Meister: 2011
- Japanischer Supercup: 2012
- Kaiserpokal: 2012, 2013
- J.League Cup: 2013